# Teatro romano

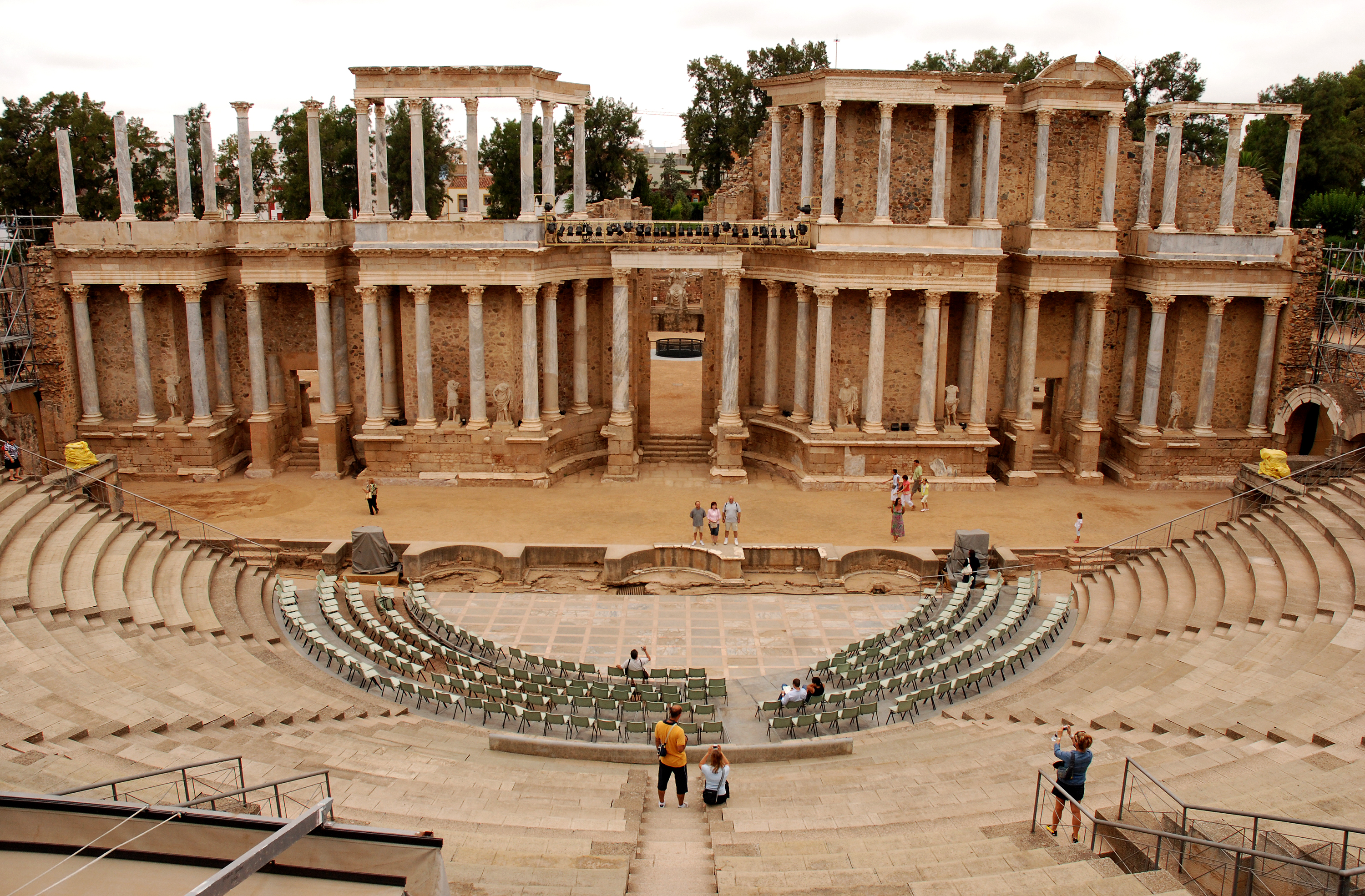
Frente do cenário do teatro romano de Mérida, Espanha

O teatro romano é uma construção típica do Império Romano, generalizada por todas as províncias do império, e que tinha a finalidade de servir para a interpretação de peças teatrais do período clássico.

## Teatros, anfiteatros e circos romanos

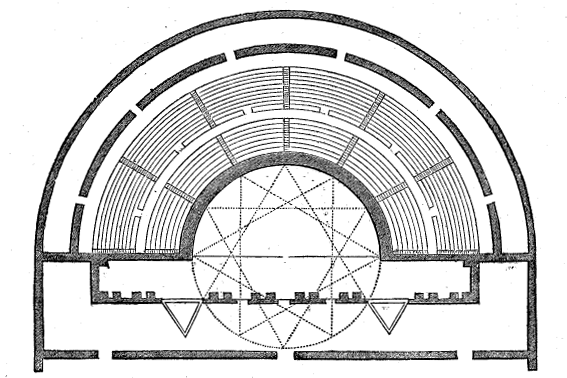
Planta base de um teatro romano.

A política de romanização dos povos conquistados fez que se construíssem teatros romanos, assim como anfiteatros, circos, fóruns e templos, com caraterísticas semelhantes ao largo de todo o território conquistado, desde a Hispânia até o Oriente Médio.
Existem certas semelhanças entre os circos, teatros e anfiteatros da Roma Antiga. Todos eles se construíam com os mesmos materiais: tijolos e argamassa romana, e tinham a finalidade de atender ao ócio e diversão dos cidadãos por meio de espetáculos com representação de textos dramáticos latinos – comoediae (comédias), tragoediae (tragédias), mimos, pantominas, entre outros.
Cada um deles tinha suas funções e formas diferentes:
- O Circo romano era usado para corridas de cavalos e quadrigas.
- O anfiteatro era usado para as lutas entre gladiadores, e encenações de batalhas navais.
- O teatro romano para as encenações de peças gregas e romanas.

## Estrutura do teatro
As principais características do teatro romano derivam em princípio das do teatro grego, uma vez que a própria arquitetura romana deriva diretamente da arquitetura grega do período helenístico.
Os primeiros teatros eram construídos em madeira. Eram derrubados depois que o acontecimento para o qual foi erguido se concluía. Uma lei impedia a construção de teatros permanentes. Foi assim que, em 55 a.C. foi erguido o Teatro de Pompeu com um templo, a fim de burlar a vedação legal.
As partes principais do teatro romano são a scaena (parede do cenário, com colunas e estátuas), as ualuae (portas de acesso), o pulpitum (palco), a orchestra (orquestra – entre o pulpitum e a cauea) e a cauea (bancada — ima, media, summa). Com o passar do tempo, os teatros romanos desenvolveram características específicas. A maior parte dos que se conservaram seguem um modelo arquitetónico proposto por Marco Vitrúvio, constituído por:
- Frente do cenário/palco (Scenae frons), normalmente composto de uma dupla linha de colunas.
- Orquestra (Orchestra), semicírculo diante do proscênio, onde se sentavam as autoridades.
- Ádito (aditus), corredores laterais para entrada na orquestra.
- Cávea (cavea), estrutura semi-circular onde, segundo a escala social, sentavam-se os espectadores. Era sub-dividido em: cávea inferior (ima cavea), cávea média (media cavea) e cávia superior (summa cavea).
- Vomitórios (vomitoria): Entradas abobadadas por onde se acessava à cávea e que facilitavam a saída rápida dos espectadores.
- Proscênio (proscaenium), espaço diante do palco onde se desenrolava a ação dramática.
- Pórtico detrás do cenário (porticus post scaenam), espécie de pátio com colunas, detrás do cenário ou palco.

Alguns teatros apoiavam a cávea sobre galerias abobadadas, enquanto noutros os arquitetos aproveitavam a inclinação de alguma colina para escavar sobre ela a cávea do teatro. O teatro poderia ser coberto com toldos, a fim de proteger aos espectadores da chuva ou da luz solar. Além dessas instalações básicas, muitos teatros mantinham pequenos templos em sua estrutura.

## Teatros do Império Romano
Foram conservados muitos teatros romanos ao largo de todos os territórios conquistados por Roma. Segue uma lista com alguns dos mais importantes.

### Roma
- Teatro de Balbo
- Teatro de Marcelo
- Teatro de Pompeu
- Teatro de Óstia

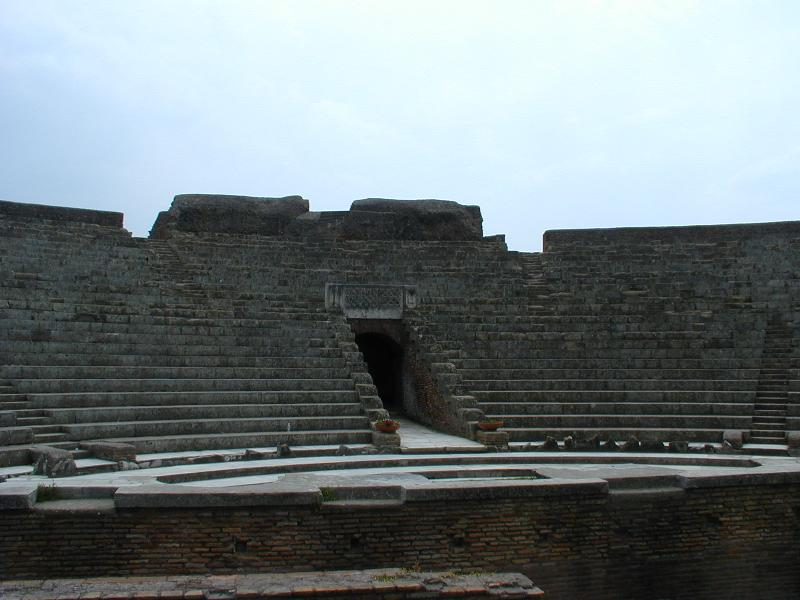
Teatro romano de Óstia.
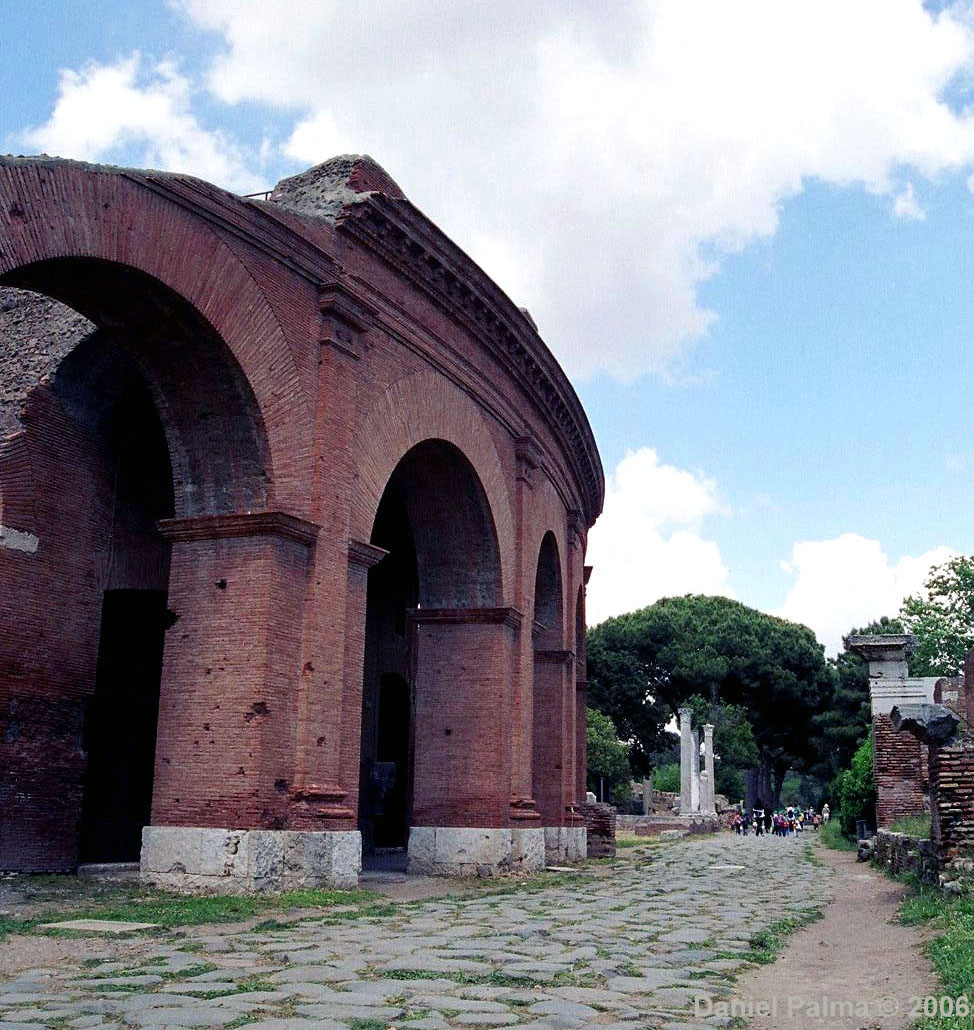
Teatro romano de Óstia.
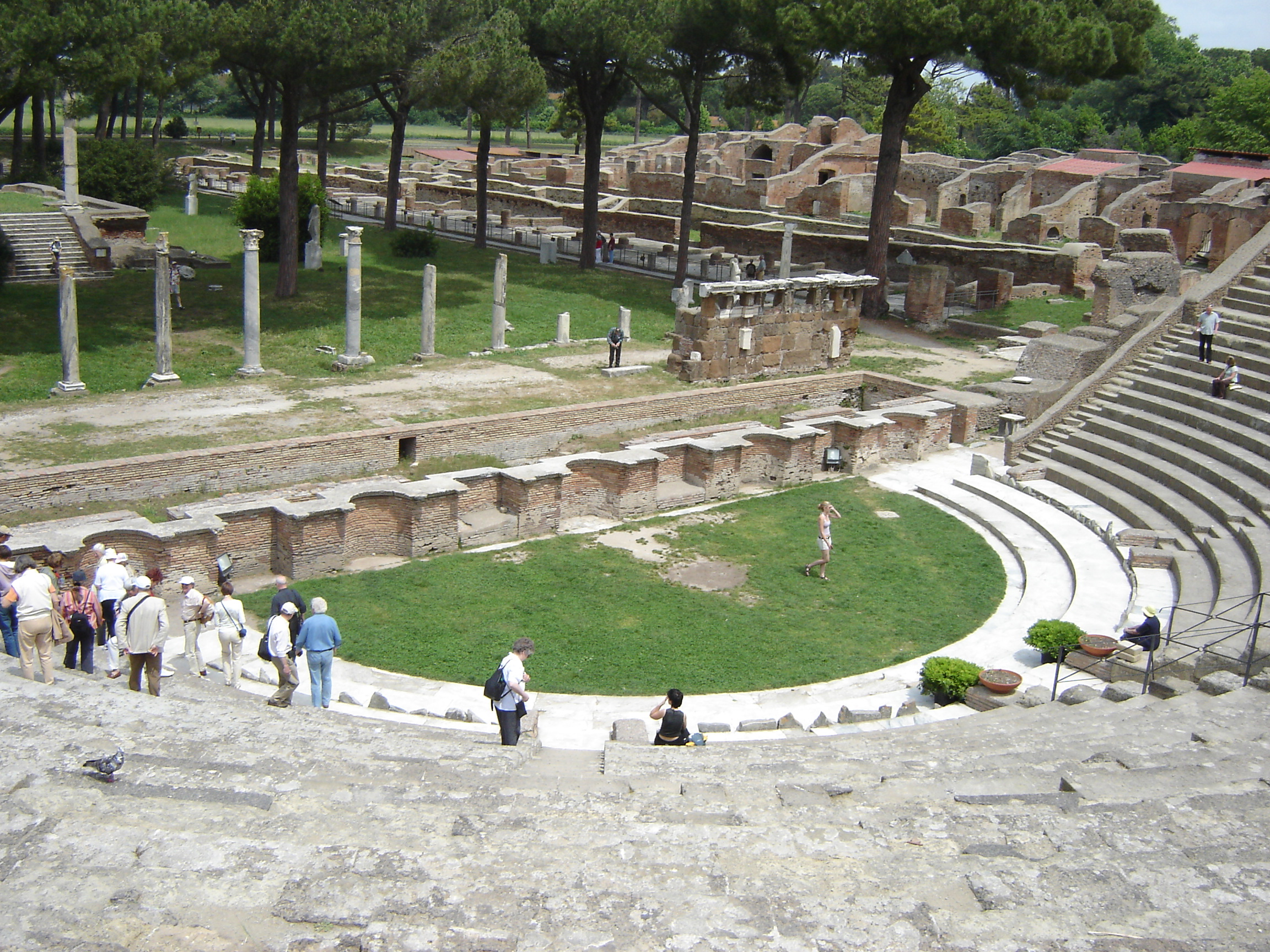
Teatro romano de Óstia.
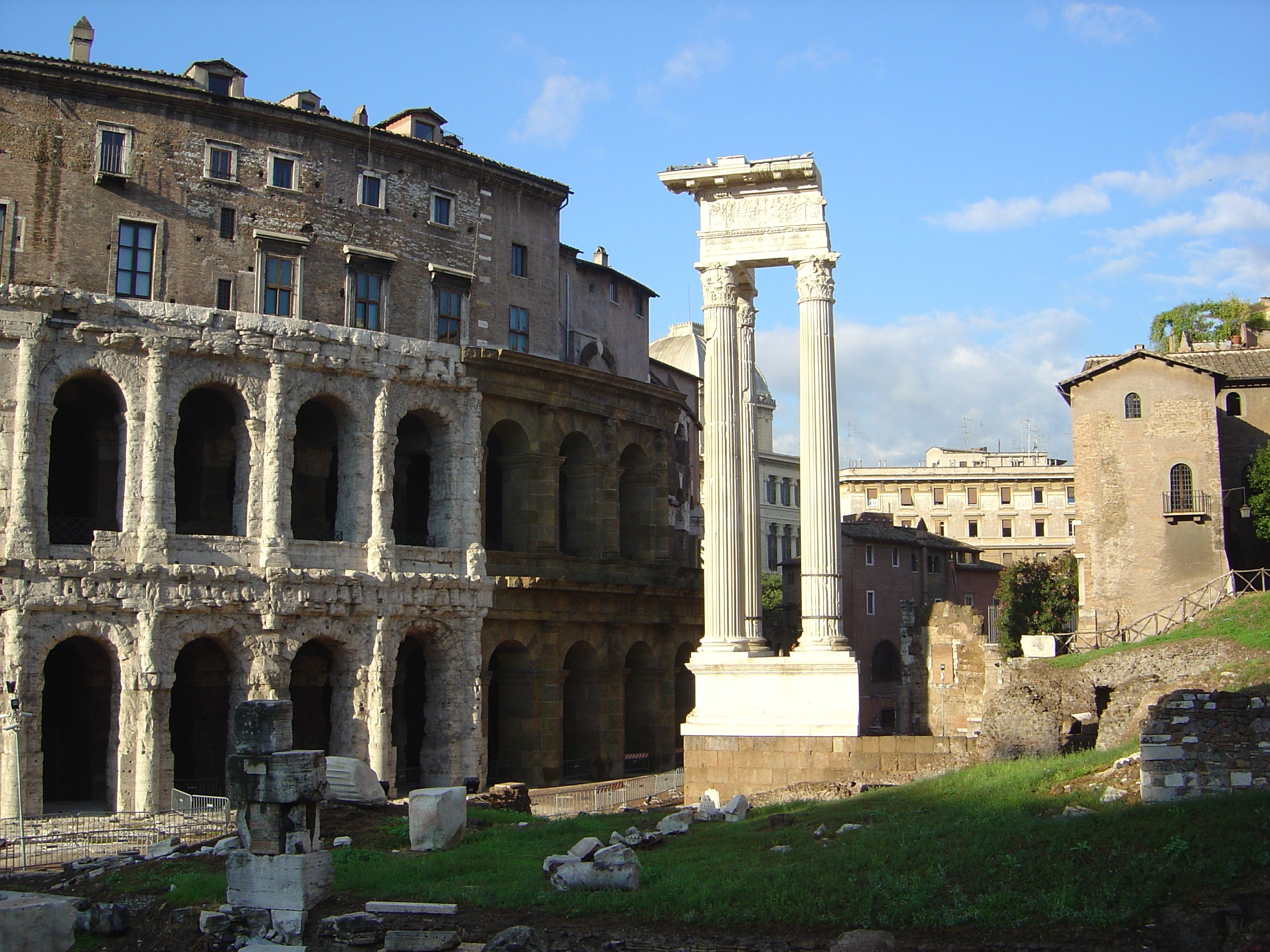
Restos do Teatro de Marcelo.

### Outras localidades italianas
- Bréscia - Patrimônio Mundial da UNESCO
- Fesolano (Fiesole), Toscana
- Pompeia - Grande Teatro e Odeon
- Suasa, Marcas
- Taormina, Sicília
- Verona
- Espoleto
- Volterra

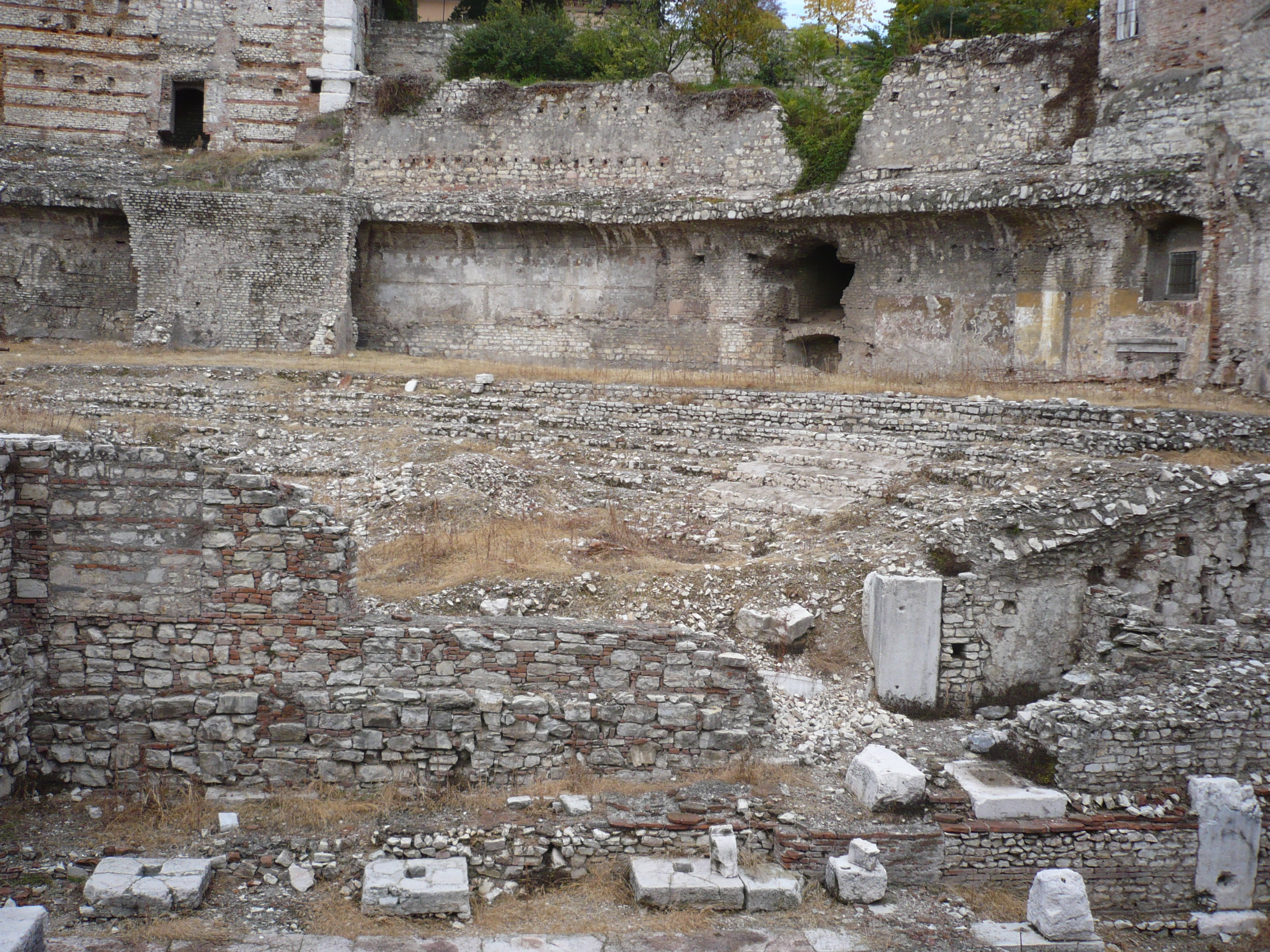
Teatro romano de Bréscia.
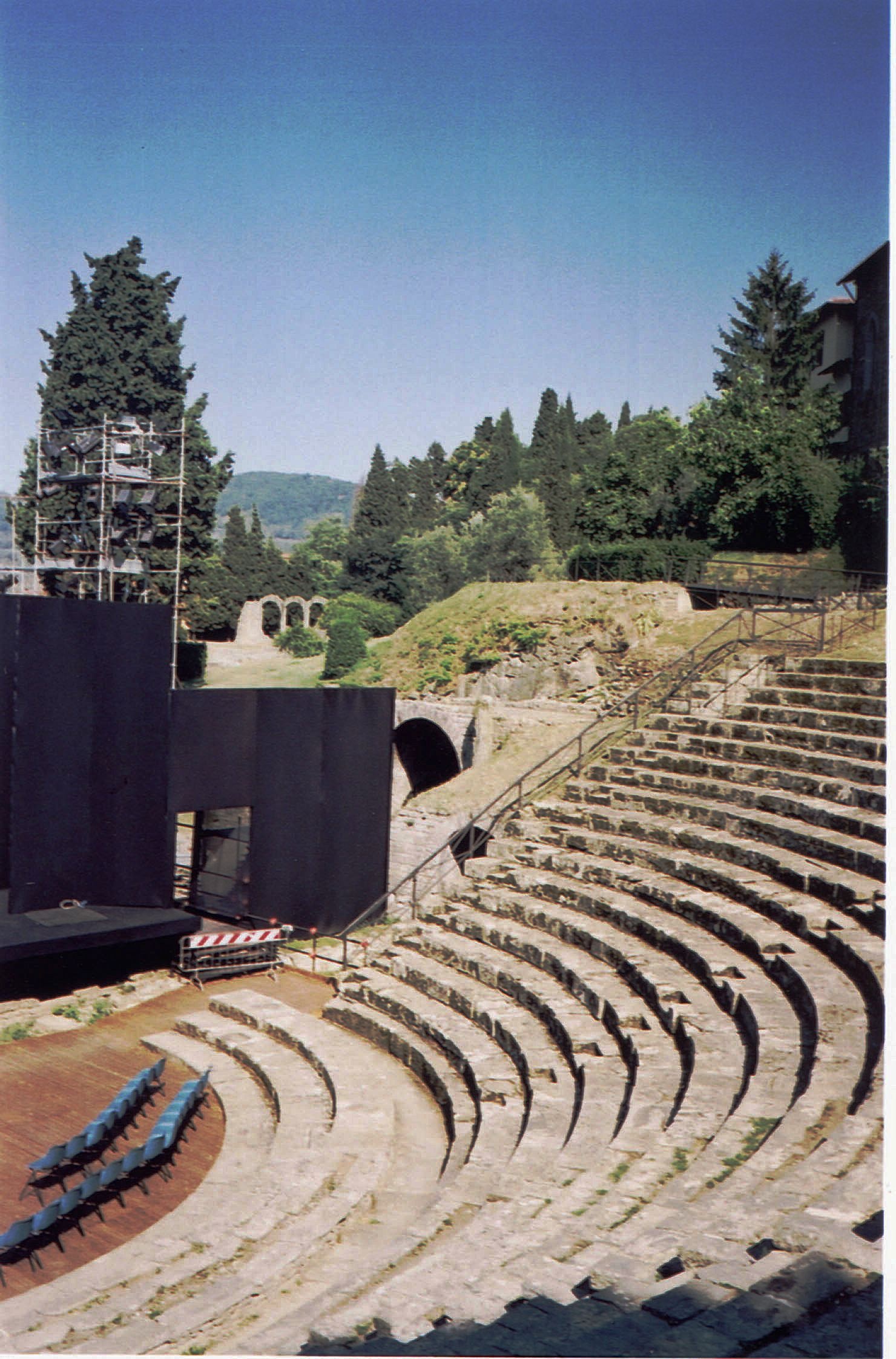
Teatro romano de Fiesole.
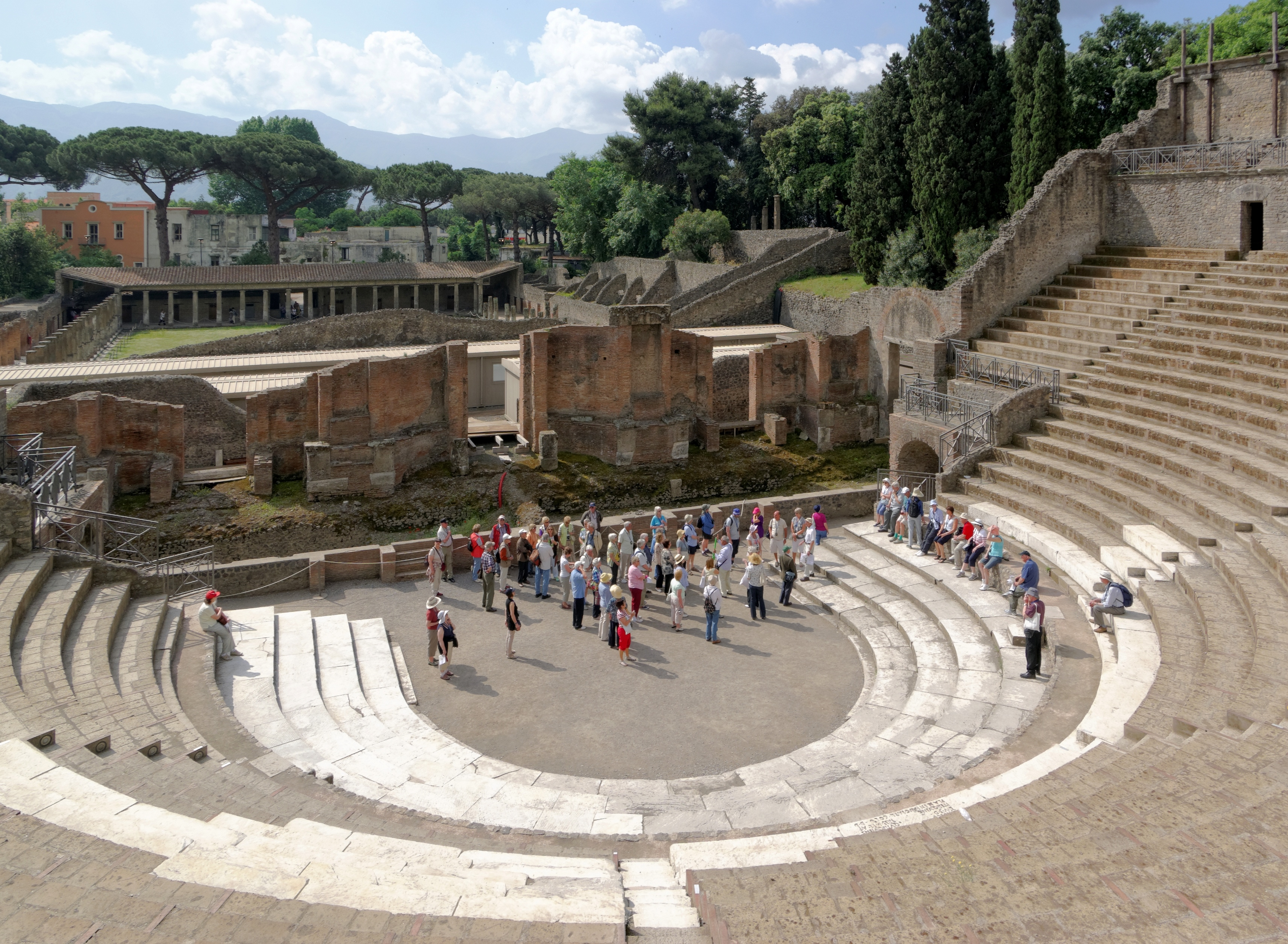
Teatro romano de Pompeia.
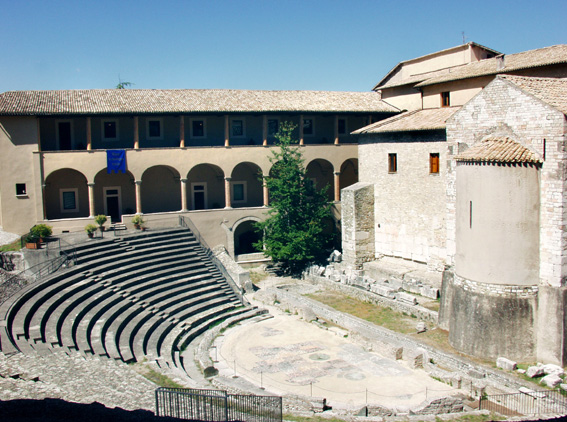
Teatro romano de Espoleto.
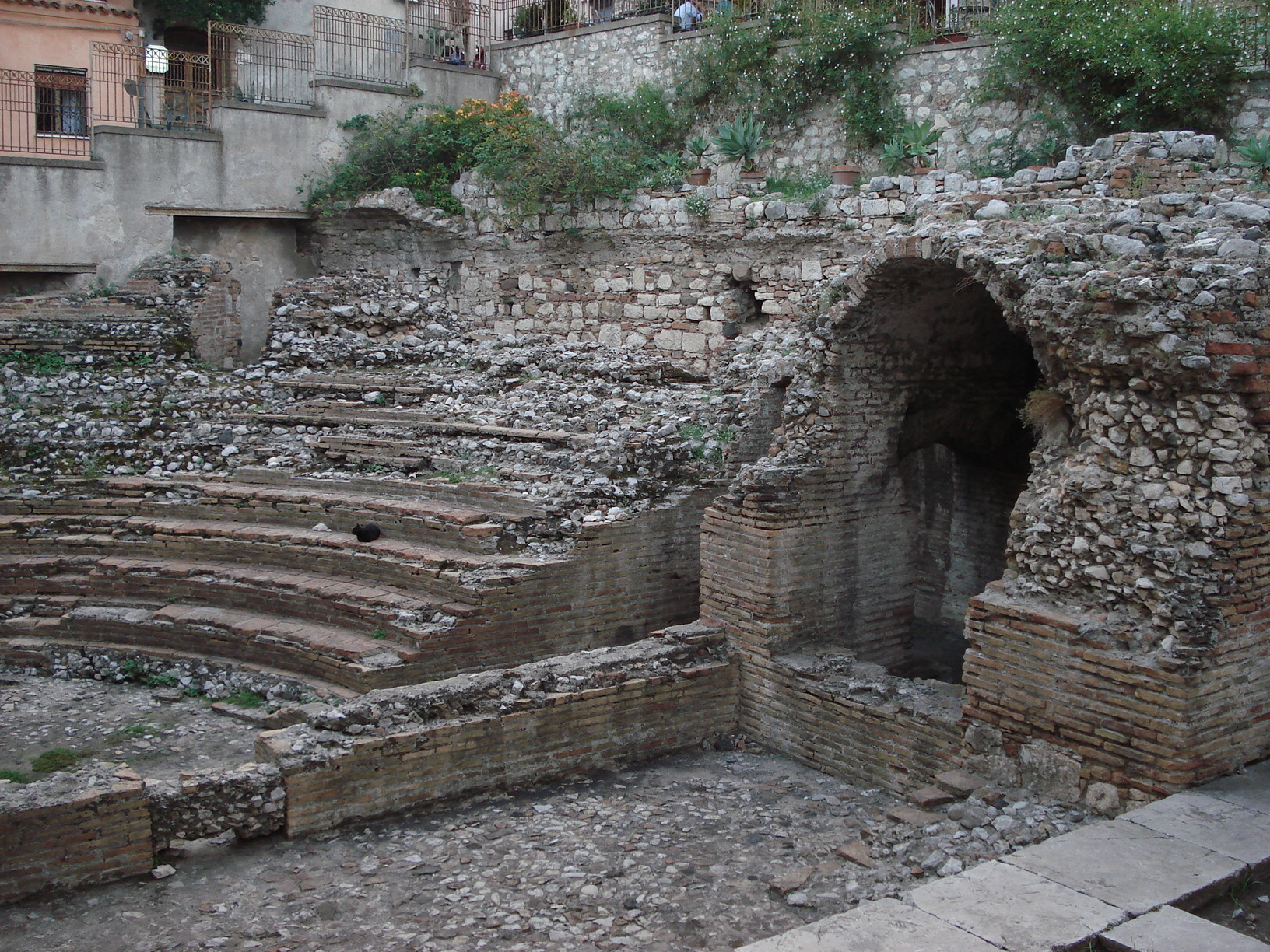
Teatro de Taormina.
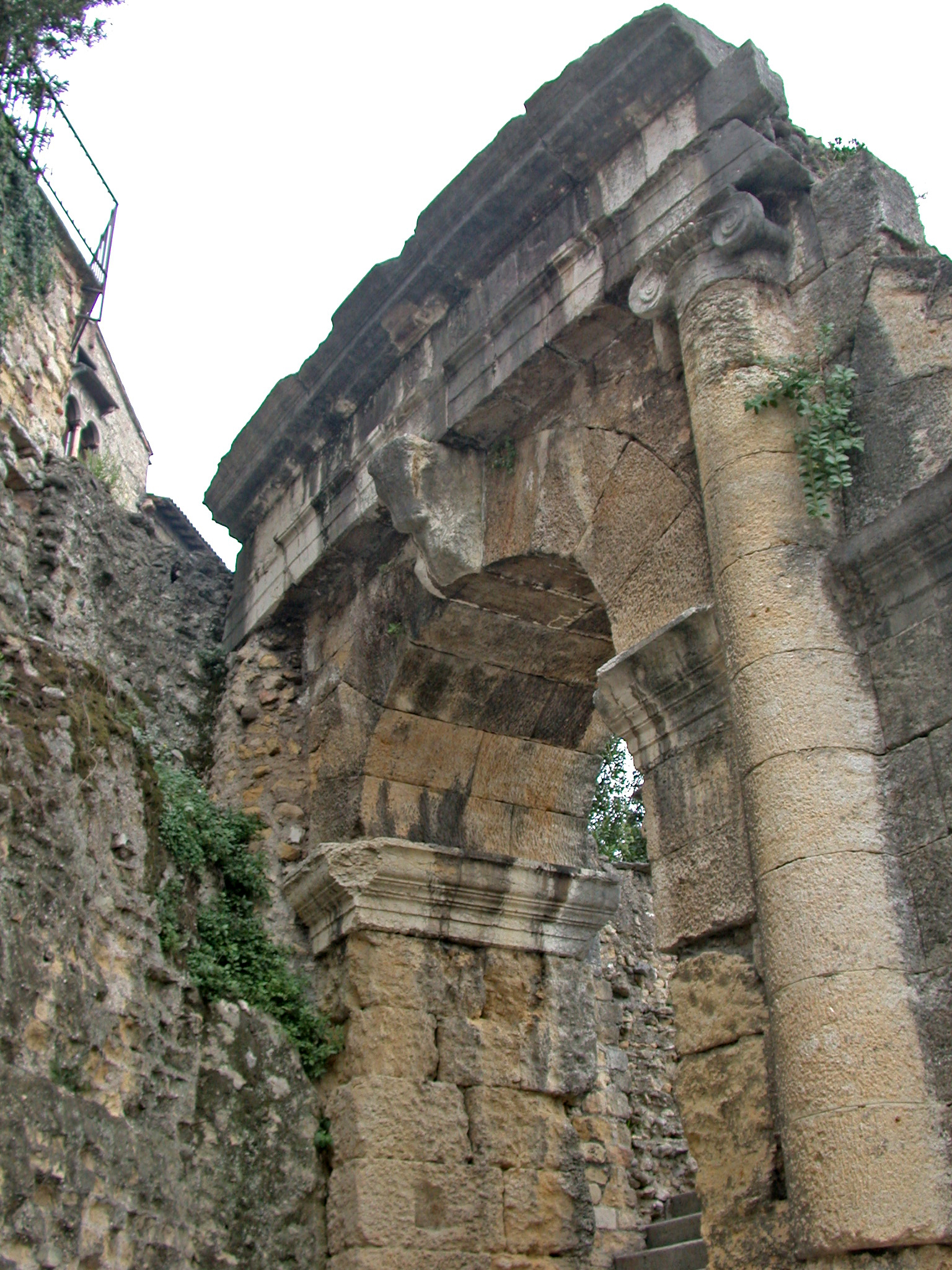
Teatro de Verona.
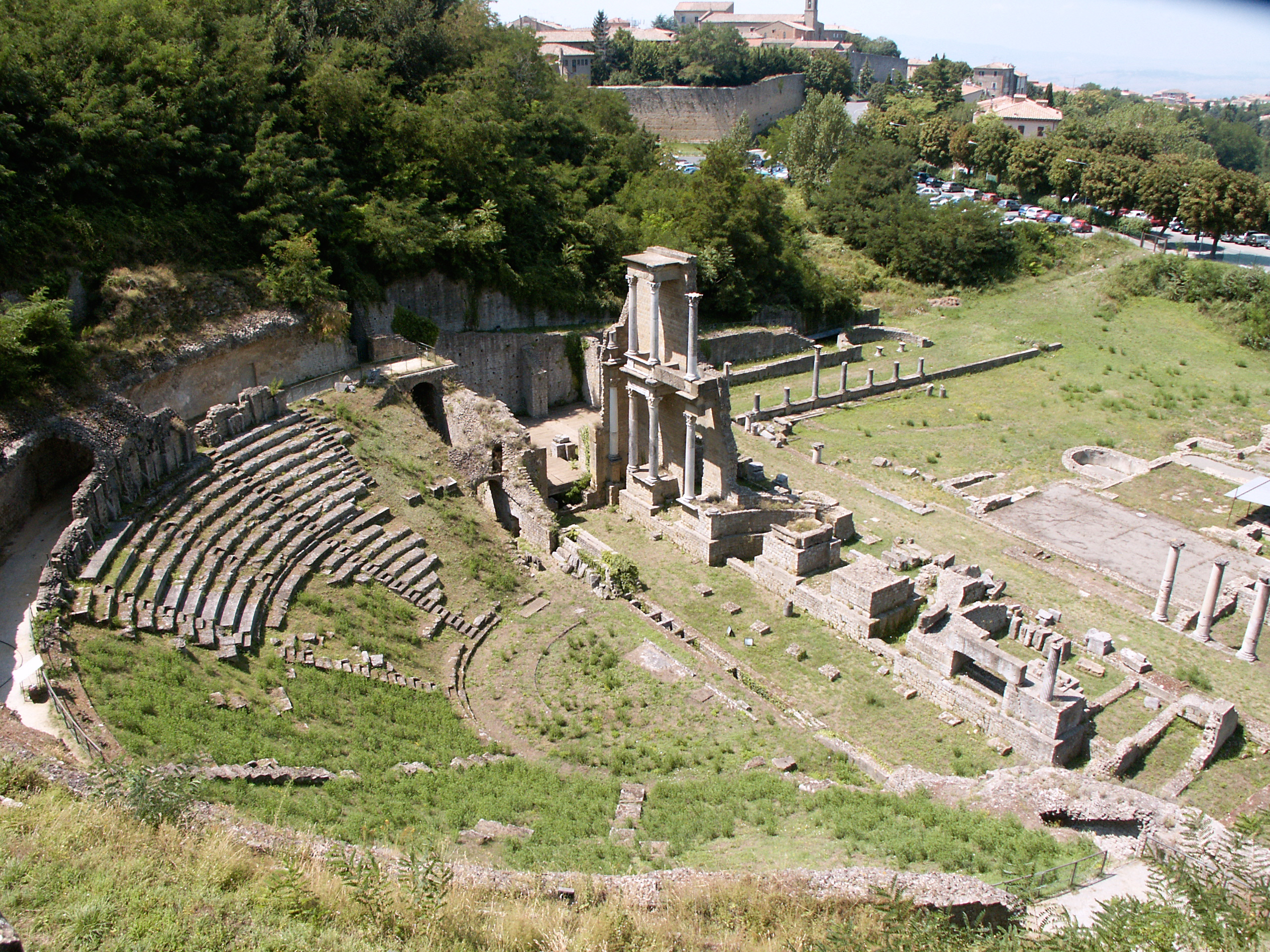
Teatro de Volterra.

### Alemanha
- Mogúncia, 'Theatrum Mogontiacensium

### Argélia
- Djémila - Patrimônio Mundial da UNESCO
- Guelma
- Khamissa
- Timgad - Também Patrimônio Mundial

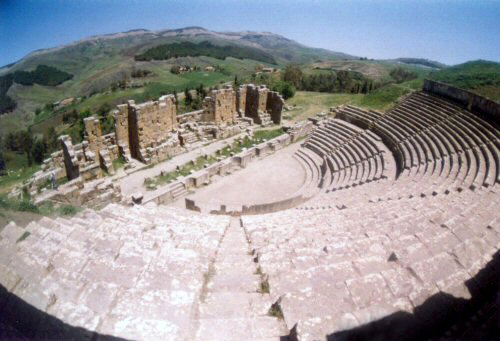
Djémila.
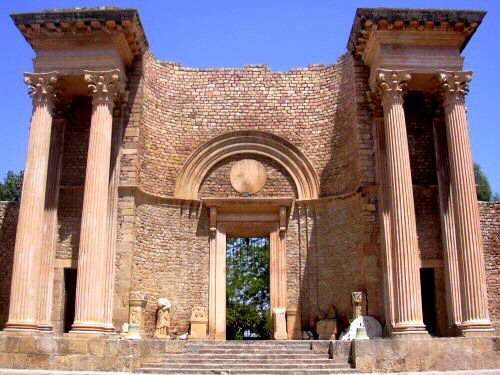
Guelma.
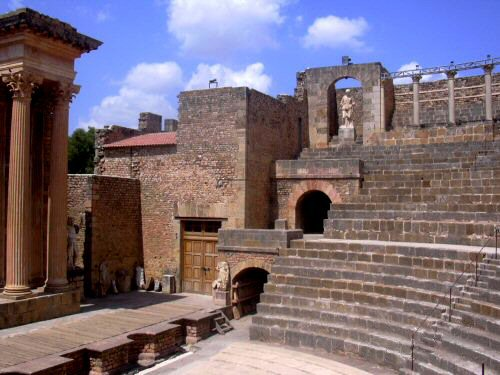
Guelma.
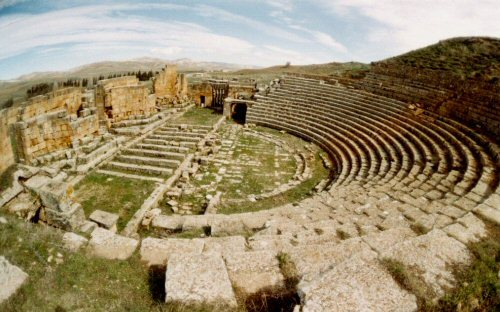
Khamissa.
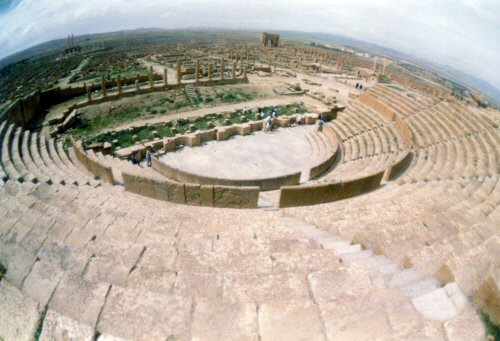
Timgad.

### Bulgária

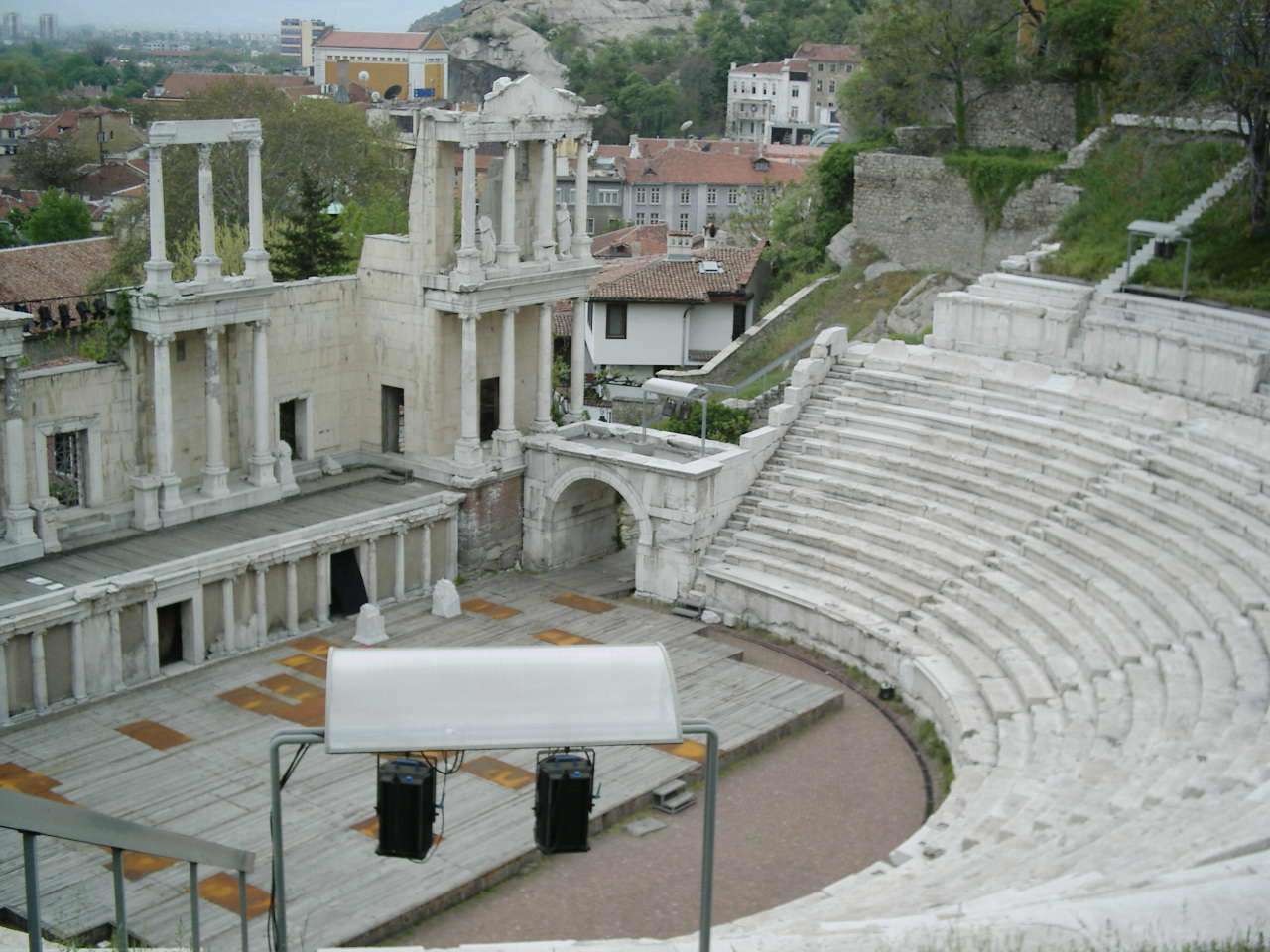
Teatro romano em Plovdiv.

- Filipópolis (Plovdiv)
- Sérdica (Sófia)
- Marcianópolis (Devnya)

### Espanha
- Cartago Nova (Cartagena)
- Clúnia
- Emérita Augusta (Mérida) - Patrimônio Mundial da UNESCO
- Malaca (Málaga)
- Sagunto
- Segóbriga
- César Augusta (Zaragoza)

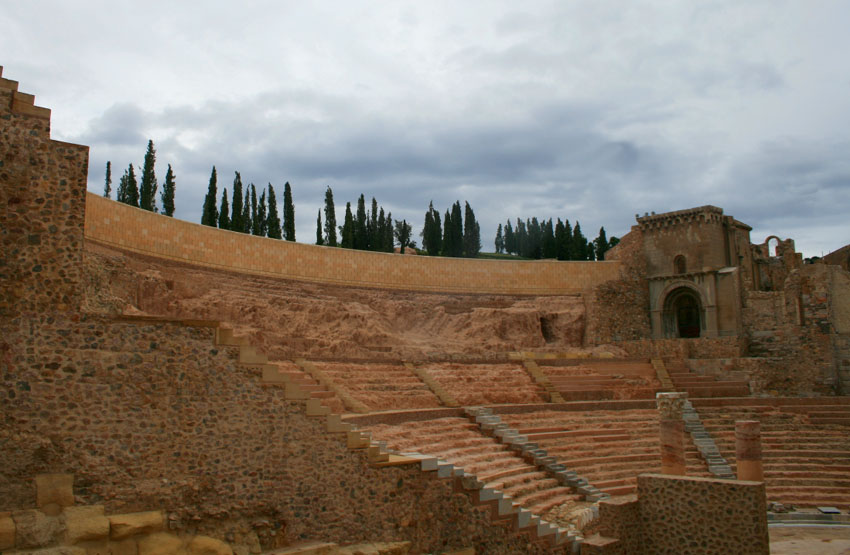
Teatro romano de Cartagena
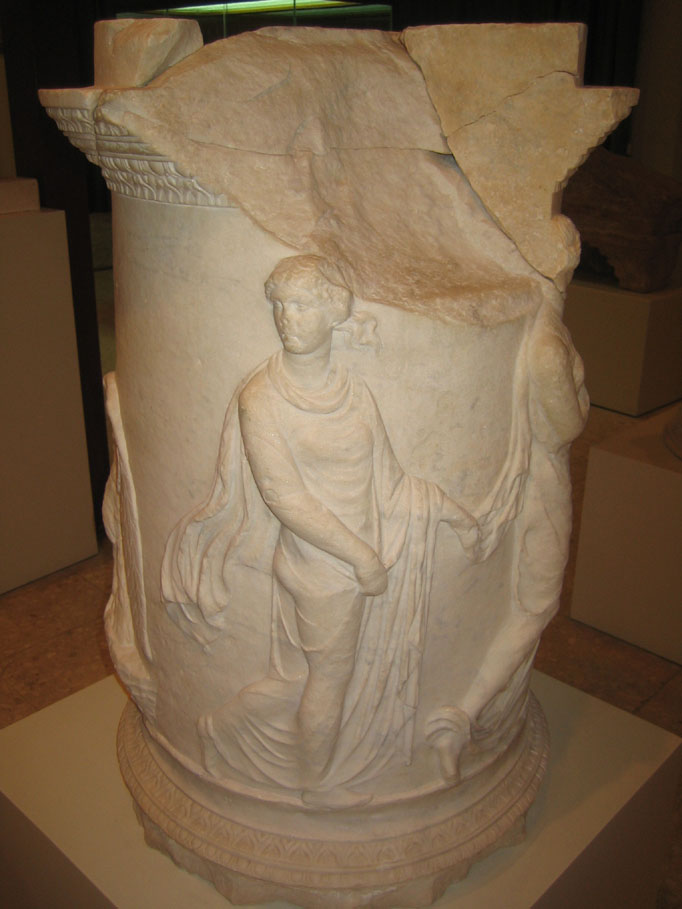
Teatro de Cartagena: Altar de Júpiter
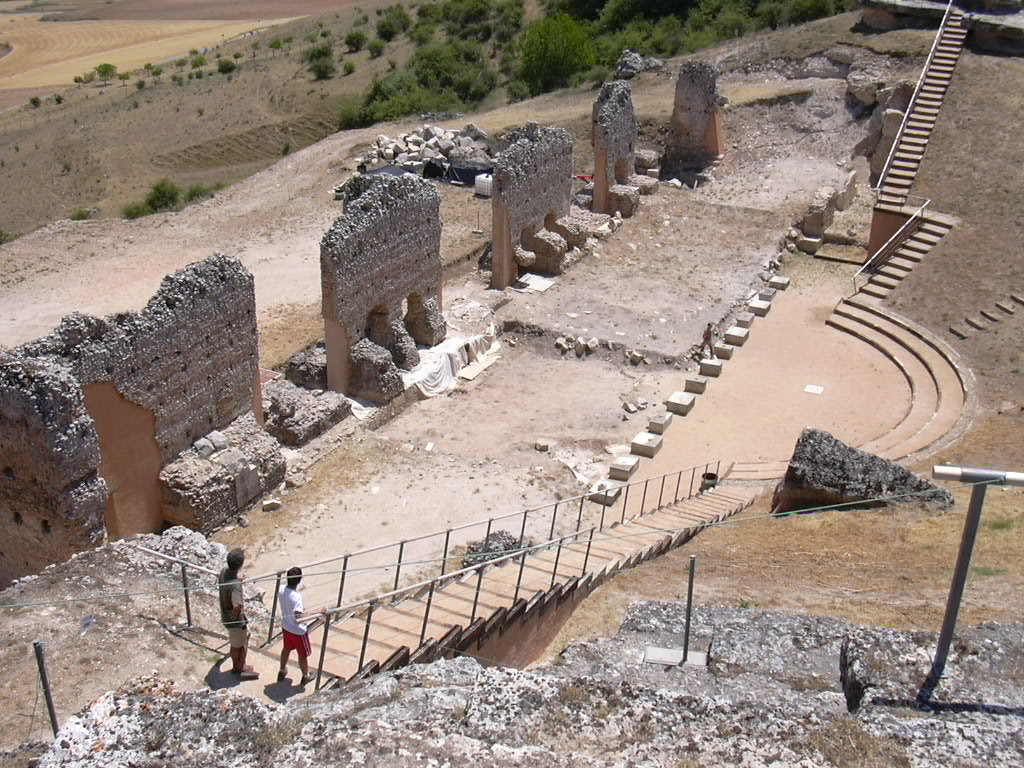
Teatro de Clúnia
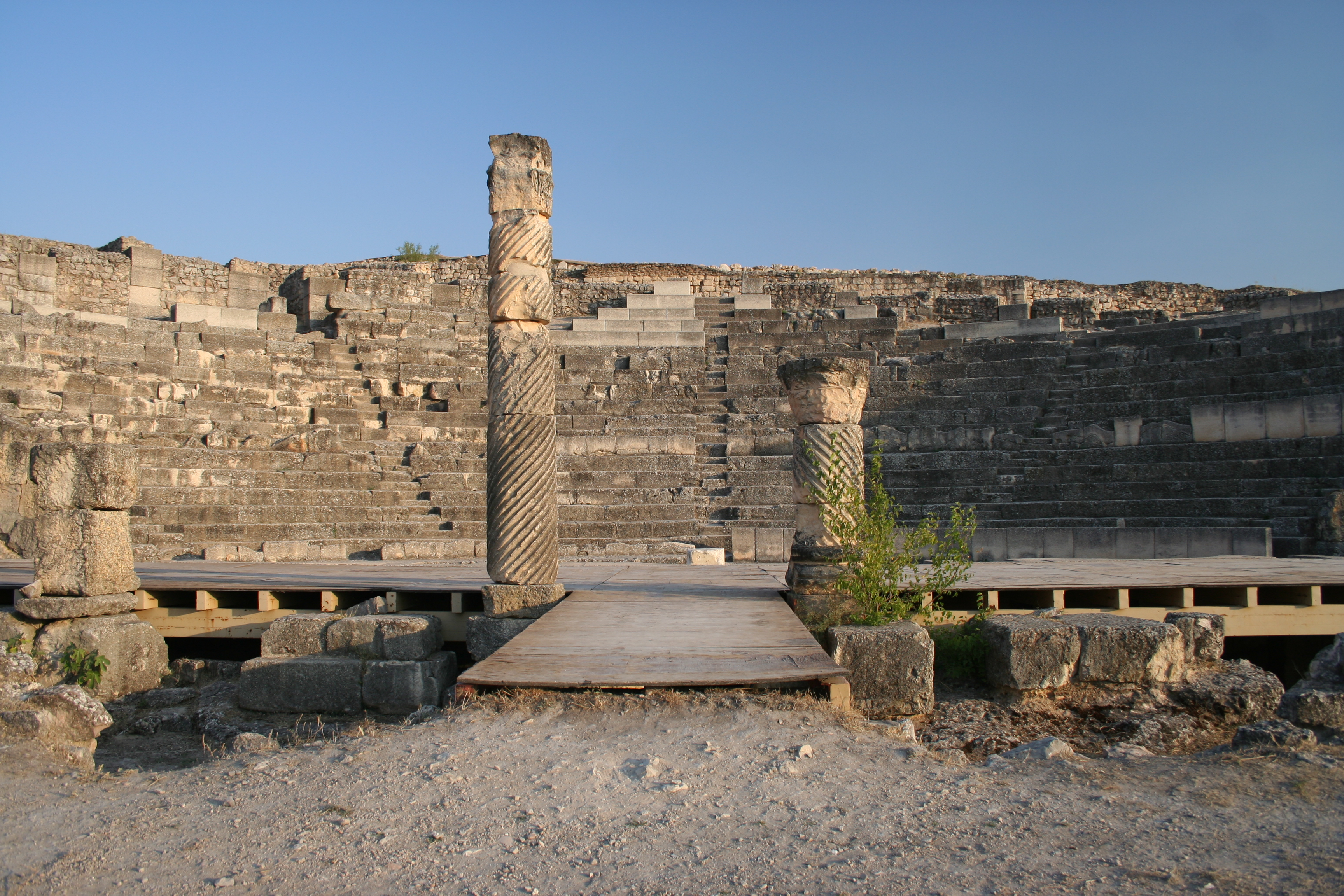
Teatro de Segóbriga
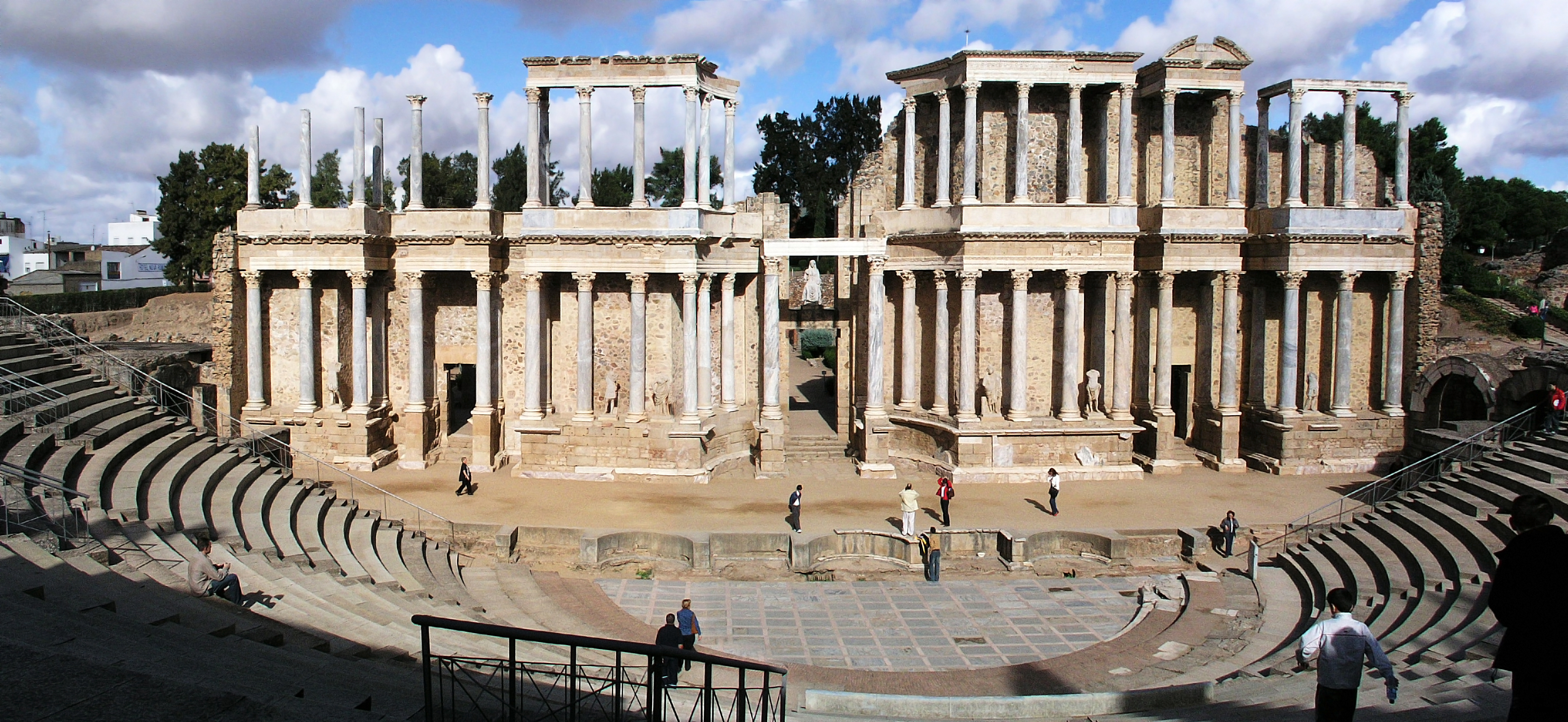
Teatro de Mérida
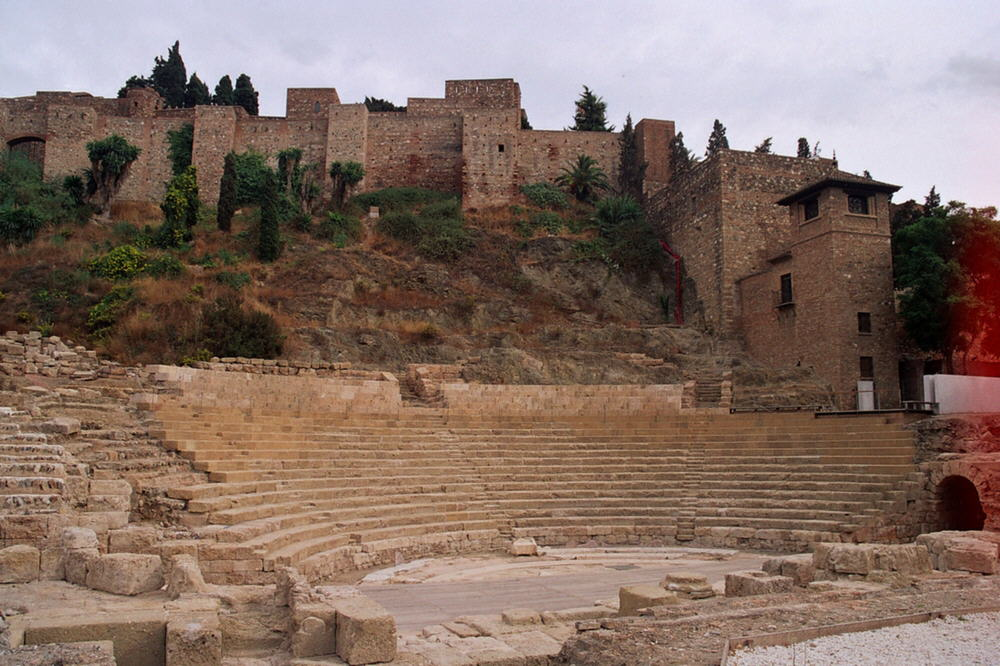
Teatro de Málaga
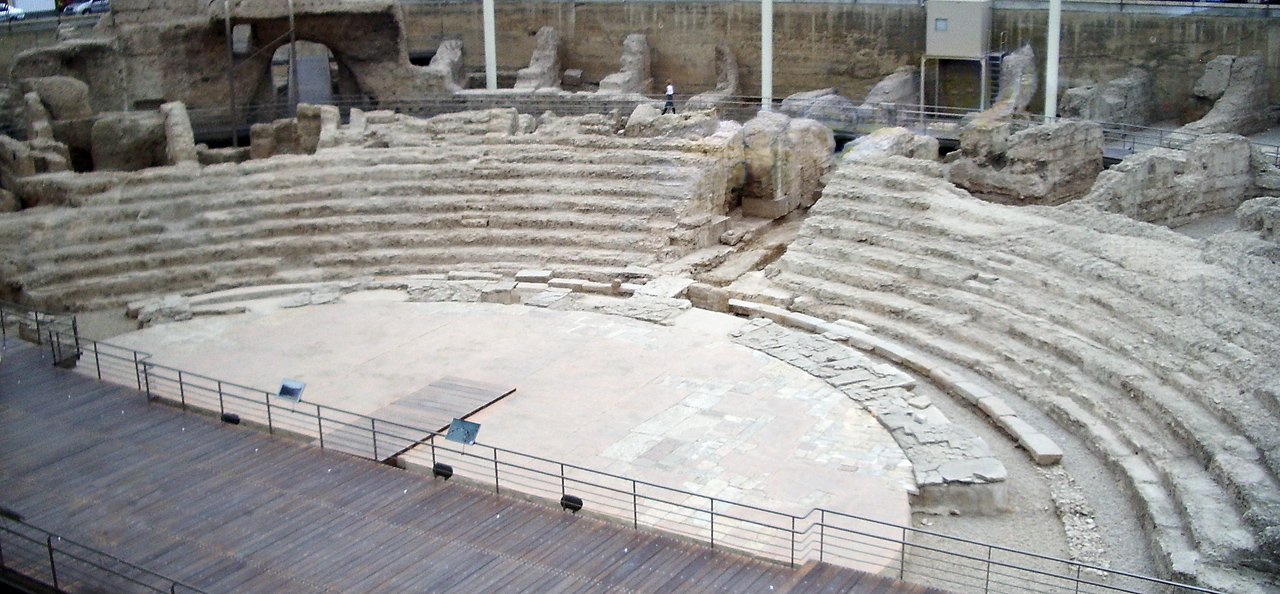
Teatro de Zaragoza

### França

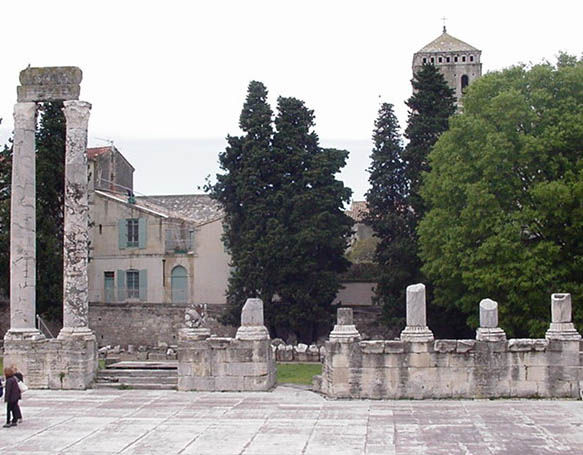
Ruínas do teatro romano de Arles.

- Arelate (Arles) - Património Mundial da UNESCO
- Augustoduno (Autun)
- Lugduno (Lyon)
- Juliobona (Lillebonne) na Normandia
- Orange - Patrimônio da Humanidade da UNESCO
- Vienne

### Israel
- Cesareia Marítima
- Citópolis (Bete-Seã)

### Jordânia
- Filadélfia (Amã)
- Gadara (Umm Qais)
- Gérasa
- Pela
- Petra

### Líbia
- Léptis Magna - Patrimônio Mundial da UNESCO
- Sabrata - Patrimônio Mundial da UNESCO

### Portugal
- Olisipo - Ruínas do Teatro Romano
- Bracara Augusta - Teatro Romano de Bracara Augusta

### Síria
- Apameia
- Bostra
- Palmira - Patrimônio Mundial da UNESCO

### Suíça
- Augusta Ráurica
- Avêntico
- Lenzburg

### Turquia
- Aspendos
- Éfeso
- Mileto
- Side